# Lijst van nationale parken in Italië

Nationale parken in Italië

In Italië zijn 25 natuurgebieden uitgeroepen tot nationaal park. De Italiaanse nationale parken mogen niet verward worden met de  Italiaanse regionale natuurparken (parco naturale regionale) , waarin de natuur minder streng wordt beschermd.
| Gebied                                                        | Regio('s)                       | Oppervlakte (km²) | Opgericht in | Foto | Ligging |
| ------------------------------------------------------------- | ------------------------------- | ----------------- | ------------ | ---- | ------- |
| Nationaal park Abruzzo, Lazio e Molise                        | Abruzzen, Lazio, Molise         | 507               | 1923         |      |         |
| Nationaal park Alta Murgia                                    | Apulië                          | 677               | 2004         |      |         |
| Nationaal park Appennino Lucano Val d'Agri Lagonegrese        | Basilicata                      | 690               | 2007         |      |         |
| Nationaal park Appennino Tosco-Emiliano                       | Emilia-Romagna, Toscane         | 228               | 2001         |      |         |
| Nationaal park Arcipelago Toscano                             | Toscane                         | 747               | 1996         |      |         |
| Nationaal park Asinara                                        | Sardinië                        | 270               | 1997         |      |         |
| Nationaal park Aspromonte                                     | Calabrië                        | 761               | 1989         |      |         |
| Nationaal park Cilento, Vallo di Diano e Alburni              | Campanië                        | 1810              | 1991         |      |         |
| Nationaal park Cinque Terre                                   | Ligurië                         | 39                | 1999         |      |         |
| Nationaal park Circeo                                         | Lazio                           | 84                | 1934         |      |         |
| Nationaal park Dolomiti Bellunesi                             | Friuli-Venezia Giulia           | 315               | 1990         |      |         |
| Nationaal park Foreste Casentinesi, Monte Falterona, Campigna | Emilia-Romagna, Toscane         | 364               | 1993         |      |         |
| Nationaal park Gargano                                        | Apulië                          | 1211              | 1991         |      |         |
| Nationaal park Gennargentu en Golf van Orosei                 | Sardinië                        | 730               | 1998         |      |         |
| Nationaal park Gran Sasso e Monti della Laga                  | Marken, Abruzzen, Lazio         | 1413              | 1991         |      |         |
| Nationaal park Gran Paradiso                                  | Valle d'Aosta, Piëmont          | 700               | 1922         |      |         |
| Nationaal park La Maddalena-archipel                          | Sardinië                        | 201               | 1994         |      |         |
| Nationaal park Majella                                        | Abruzzen                        | 628               | 1991         |      |         |
| Nationaal park Monti Sibillini                                | Marken, Umbrië                  | 697               | 1993         |      |         |
| Nationaal park Pantelleria                                    | Sicilië                         |                   | 2016         |      |         |
| Nationaal park Pollino                                        | Basilicata, Calabrië            | 1711              | 1993         |      |         |
| Nationaal park Portofino                                      | Ligurië                         |                   | 2023         |      |         |
| Nationaal park Sila                                           | Calabrië                        | 737               | 2002         |      |         |
| Nationaal park Stelvio-Stilfser Joch                          | Lombardije, Trentino-Zuid-Tirol | 1307              | 1935         |      |         |
| Nationaal park Val Grande                                     | Piëmont                         | 146               | 1992         |      |         |
| Nationaal park Vesuvius                                       | Campanië                        | 73                | 1995         |      |         |

Abruzzen, Lazio en Molise · Alta Murgia · Appennino Lucano Val d'Agri Lagonegrese· Appennino Tosco-Emiliano· Asinara · Aspromonte · Dolomiti Bellunesi · Foreste Casentinesi, Monte Falterona, Campigna · Cinque Terre · Cilento , Vallo di Diano e Alburni · Circeo · Gargano · Gennargentu en Golf van Orosei · Gran Paradiso · Gran Sasso e Monti della Laga · Maddalena-archipel · Majella · Monti Sibillini · Pantelleria · Pollino · Portofino · Sila · Stelvio-Stilfser Joch · Toscaanse Archipel · Val Grande · Vesuvius